# Asztigmatizmus
Az optikában az asztigmatizmus (pontatlanul: szemtengelyferdülés) vagy asztigmia (nem pontszerű leképezés) oka, hogy az optikai tengelytől viszonylag távol eső tárgypontból kiinduló fénysugarak közül, a lencsén való áthaladás után, a vízszintes síkban haladók nem azonos pontban egyesülnek, mint a függőleges síkban haladók. Ugyanúgy, mint a tükör esetén, még ha keskeny fénynyaláb esik is a lencsére, ha az optikai tengellyel nagy szöget zár be, nem egyetlen pontba képeződik le, hanem két rövid, egymásra merőleges, éles vonallá húzódik össze. Az egyik vonal a lencséhez közelebb, a másik a lencsétől távolabb keletkezik. A két képvonalat a tárgypontból különböző irányban induló sugarak hozzák létre.

## Anasztigmát
Az anasztigmát olyan, az asztigmatizmustól mentes optikai lencserendszer, amely szimmetrikusan vagy aszimmetrikusan több összetett lencséből áll, s nagy látószögben is éles leképezést ad. Ilyenek például a nagy fényerejű objektívek, de napjainkban minden jó minőségű lencse anasztigmát. Az 1890-es évektől gyártanak anasztigmát lencserendszereket fényképezőgépekhez. A színes fényképezés megjelenéséig a Tessar-objektívek voltak a legnépszerűbbek, majd a Zeiss vette át a helyüket.

## Látászavar
Az asztigmiát a szem fénytörő közegeinek fénytörési hibája okozza. A szaruhártya felszíne nem sima, hanem az egyik átmérő irányában domborúbb, és a másik irányban laposabb. Az asztigmia homályos látást okoz, akár közelre, akár távolra néz a szem. A leggyakoribb látászavar; az emberek felének van kis mértékű asztigmiája.
Míg például a rövidlátó szemben a retina - síkja helyett az - előtti síkban képeznének éles képet (de nincs ott az ernyőként funkcionáló ideghártya), addig az asztigmiás szemben nincs egy ilyen sík, mivel a szemből nézett szem optikai hibája más-más egy adott és a rá merőleges irányban. Az asztigmikus szemben a szemlencse, vagy a szaruhártya olyan módon torz, hogy egyik síkban máshogy téríti el a szembe érkező fénysugarakat, mint a rá merőleges irányban. Ezért az asztigmiás szem nem korrigálható szférikus, csak cilinderes lencsével, amelynek két (egymástól eltérő) dioptria értéke van. Például vízszintes irányban -2.25 dioptriás, a rá merőleges irányban meg -3.00 D erősségű. A szemüvegoptikában ezt úgy fejezik ki, hogy megadják az egyik dioptria értéket, és hozzáírják a két dioptria érték közötti különbséget (jelen példában például -2.25 -0.75 cilinderrel 90 fokban, vagy -3.00 D +0.75 cilinderrel 180 fokban).
Ezzel a két irányban eltérő korrekcióval lehet a torz képet adó szemet kisegíteni, hogy az éles kép mindkét síkban a retinára essen. Leggyakrabban az asztigmiás vízszintes és függőleges irányban kíván más más korrekciót, de sokan vannak, akik ettől eltérő fokban álló leképezési hibával rendelkeznek. A két szem asztigmiája legtöbbször azonos, de néhányaknak lehet teljesen eltérő a két szemükön akár mind a négy (két szférikus két cilinderes) dioptria és az ezekhez tartozó tengely állások is.

### Fajtái

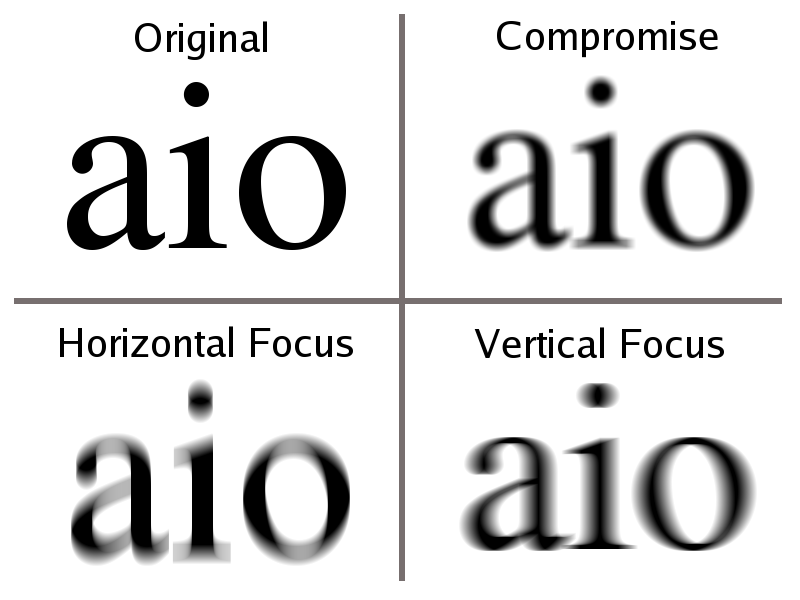
Az asztigmatikus lencse torzítása eltérő távolságokból

- Szabályos asztigmatizmus: A szaruhártya legdomborúbb és legkevésbé domború tengelye derékszöget zár be.
  - Direkt asztigmia (astigmatismus rectus): a legdomborúbb tengely függőleges (±15°). Az asztigmatizmus leggyakoribb formája, az esetek 88%-ában fordul elő
  - Indirekt asztigmia (astigmatismus inversus): a legdomborúbb tengely vízszintes (±15°)
  - Ferde asztigmia (astigmatismus obliquus): a kitüntetett tengelyek ferdén, a függőlegestől és a vízszintestől ±15°-nál nagyobb mértékben eltérnek

- Szabálytalan asztigmatizmus: A szaruhártya legdomborúbb és legkevésbé domború tengelye hegyesszöget zár be. Az esetek 5%-ában fordul elő.

### Okai és következményei
A szabályos asztigmia örökletes adottság, ami csak keveset változik. A szabálytalan asztigmiát okozhatja a szaruhártya sérülése, hegesedése, keratoconus, de kialakulhat szaruhártya-átültetés után is. A kismértékű asztigmia környezeti hatásokra vezethető vissza. Ha nem szembetegség okozza, akkor ez is csak keveset változhat, ami nem feltétlenül jelent romlást.
A kismértékű asztigmiát a szem alkalmazkodása korrigálja. A nagyobb mértékű asztigmia a látászavaron kívül fejfájást és a szem gyors fáradását okozza. Gyerekkorban, ha csak az egyik szem asztigmát, akkor a jól látó szem átveszi az asztigmát szem feladatát, és az ellustul, tompalátóvá válik. Időben végzett szűréssel ez is felismerhető.

### Korrekciója
Az asztigmia jól korrigálható cilinderes szemüveggel vagy kontaktlencsével. A cilinderes lencsének két egymásra merőleges tengelyén mérve eltérő dioptriája van, tehát egy cilinderes lencsének lehet például a szemüvegben vízszintesen +1.00 dioptria az erőssége, de függőlegesen pl. +1.50 D. A kemény kontaktlencsék a szem felszínén úszva képesek a kisebb asztigmiát korrigálni anélkül, hogy ehhez meg kellene változtatni a vastagságukat. A nagyobb asztigmiát korrigáló kontaktlencsék felhelyezéskor vigyázni kell arra, hogy a megfelelő irányba álljanak.
Ezeket az eszközöket nehezebb megszokni, mint a csak közel- vagy távollátást korrigáló lencséket, mivel a tárgyak alakja is megváltozik, és a korrekció a térlátásra is kihat. A tudomány jelenlegi állása szerint a gyerekek asztigmiáját is javítani kell, mert így biztosítható, hogy jól lássanak. Náluk többnyire szemüveggel végzik a korrekciót. Szürkehályog egyidejű fennállása esetén a szabályos asztigmia tórikus, szembe ültethető műlencsével is korrigálható. A szabálytalan asztigmia csak kemény kontaktlencsével korrigálható.

### Optika
- https://web.archive.org/web/20140602195741/http://www.vilaglex.hu/Lexikon/Html/Pontnelk.htm

### Szemészet
- https://web.archive.org/web/20100105055104/http://www.vision-training.com/hu/Training/Astigmatism/Astigmatims.html
- https://web.archive.org/web/20160402030956/http://optika.hu/manager.asp?page=http%3A%2F%2Foptika.hu%2Fmagazin%2Fpresb.htm
- http://napszemuvegek.com/home/57.html#c142%5B%5D
- https://web.archive.org/web/20091126203803/http://betegsegek.b13.hu/index.php?f=7&s=2&blogid=7096&bm=153856